# Как грибы с горохом воевали
«Как грибы с горохом воевали» — советский рисованный мультипликационный фильм по мотивам русской народной сказки, который создал в 1977 году режиссёр Иван Аксенчук.

## Сюжет
В грибном царстве у царя Боровика XVI была дочь Белянка, которая была влюблена в Груздя. Но царь не соглашается выдать её замуж за него и отправляет глашатая Дождевика объявить указ о поисках жениха.
Во дворец собираются грибы: красавец Мухомор, умный Валуй и богатый Дубовик. Спешит туда и предупреждённый Дождевиком Груздь, однако стража не пускает его.
У Боровика есть один враг — воинственно настроенный царь Горох. От него является адъютант Стручок, который выдвигает ультиматум с посланием: либо Боровик отдаст Белянку замуж за Гороха, либо тот разорит всё грибное царство и засолит, засушит и замаринует всех его обитателей. Женихи Белянки обещают своими методами защитить царство (Мухомор — красотой, Валуй — интеллектом, Дубовик — деньгами), и Боровик наотрез отказывает Гороху, угрожая, в свою очередь, сделать из него гороховый суп и обещая отдать свою дочь за победителя.
Получив отказ, Царь Горох наступает на грибное царство и побеждает грибов хитростью: он стрижёт Мухомора, лишая его роскошной шляпки и вместе с тем — красоты, побеждает «мудреца» Валуя, обрушив на него поток красноречия и берёт в плен Дубовика вместе с его деньгами, расстреляв из пушки его лавку.
Затем он подходит к царскому дворцу и угрожает разрушить его.
Ситуацию спасает Груздь, который побеждает Гороха и его подручных.
Царь Боровик соглашается на свадьбу Груздя и Белянки.

## Создатели
- Автор сценария: Михаил Липскеров
- Автор текста песен: Евгений Агранович
- Режиссёр: Иван Аксенчук
- Художник-постановщик: Виктор Никитин
- Оператор: Борис Котов
- Композитор: Михаил Меерович
- Звукооператор: Владимир Кутузов
- Ассистенты: Лидия Никитина, Аркадий Шер, Майя Попова
- Монтажёр: Елена Тертычная
- Редактор: Наталья Абрамова
- Художники-мультипликаторы: Олег Сафронов, Владимир Шевченко, Валентин Кушнерёв, Елена Малашенкова, Галина Зеброва, Иосиф Куроян, Николай Фёдоров
- Директор картины: Фёдор Иванов

## Роли озвучивали
- Анатолий Папанов — царь Боровик XVI / купец Дубовик
- Юрий Волынцев — Мухомор / Валуй
- Вячеслав Невинный — Груздь / от автора
- Александр Ширвиндт — царь Горох
- Нина Гуляева — царевна Белянка
- Лидия Катаева — Старушка-гриб, просящая воду / дети-грибы
- Георгий Вицин — Стручок
- Борис Новиков — Дождевик

## Отзывы критиков
В иронично-гротесковой манере Аксенчук снял фильмы-сказки «Как грибы с горохом воевали» (1977), «Мороз Иванович» (1981), «Горе – не беда» (1983). В них традиционные сказочные персонажи выясняют отношения друг с другом, преодолевая массу опасных, но в то же время комичных ситуаций. Отношения между героями строятся на остроумных диалогах, высмеивающих жадность, глупость и гордыню. Художником во всех трёх сказках, очень не похожих по изобразительному решению, выступил Виктор Никитин.— Сергей Капков. «Наши мультфильмы»

Среди рисованных работ «Союзмультфильма» 1970-80-х гг. широкую популярность завоёвывают такие разные картины, как «Щелкунчик» Б. П. Степанцева (1973), «Как грибы с горохом воевали» (1977), «Золушка» (1979) и «Мороз Иванович» (1981) И. С. Аксенчука— Георгий Бородин «Краткий исторический обзор».